# Деветнадесета династия на Древен Египет
Деветнадесета династия на Древен Египет е един от периодите на Новото царство. Тя се помества в периода от около 1292 до 1186 пр.н.е.
Династията се основава от везира Рамзес I, който фараона Хоремхеб избира за свой наследник. Династията е най-известна с военните си завоевания в днешен Израел, Ливан и Сирия.
Новото царство достига зенита си при управлението на Сети I и Рамзес II, които водят непрестанни войни с либийците и хетите.
Династията упада заради вътрешни борби за власт между наследниците на Мернептах.
| Име на Фараона   | Хорово име            | Управление         | Гробница | Съпруги                                                                      |
| ---------------- | --------------------- | ------------------ | -------- | ---------------------------------------------------------------------------- |
| Рамзес I         | Menpehtire            | 1292 – 1290 пр.н.е | KV16     | Sitre                                                                        |
| Сети I           | Menmaetre             | 1290 – 1279 пр.н.е | KV17     | (Mut-)Tuya                                                                   |
| Рамзес II Велики | Usermaatre Setepenre  | 1279 – 1213 пр.н.е | KV7      | Nefertari Isetnofret Maathorneferure Meritamen Bintanath Nebettawy Henutmire |
| Мернептах        | Banenre               | 1213 – 1203 пр.н.е | KV8      | Isetnofret II                                                                |
| Сети II          | Userkheperure         | 1203 – 1197 пр.н.е | KV15     | Twosret Takhat Tiaa                                                          |
| Аменмес          | Menmire-Setepenre     | 1201 – 1198 пр.н.е | KV10     | ??                                                                           |
| Сиптах           | Sekhaenre / Akheperre | 1197 – 1191 пр.н.е | KV47     |                                                                              |
| царица Твосрет   | Sitre-Merenamun       | 1191 – 1189 пр.н.е | KV14     |                                                                              |